# Kasteel Moersbergen
Kasteel Moersbergen is een Nederlands kasteel gelegen aan het einde van de Moersbergselaan in Doorn. Het kasteel bestaat sinds begin 15e eeuw. Het kasteel behoort tot het gelijknamige landgoed.

## Geschiedenis
Vanaf 1435 bewoonde Steven van Sleen als eerste het kasteel. Later namen zijn dochter Lysbeth Stevensdr. van Sleen en haar man, de Utrechter edelman Dirck de Wael, het over. In 1539 werd Kasteel Moersbergen als Ridderhofstad erkend. Het kasteel heeft diverse bewoners gehad, onder wie de Utrechtse politicus Baron Johan Daniël Cornelis Carel Willem d'Ablaing van Giessenburg.

## Bouw en renovatie
De eerste vermelding van Moersbergen dateert uit 1435 toen het Utrechtse Domkapittel de heer Steven van Sleen beleende met ‘de timmeringhe Maersbergen’. Steven van Sleen is naar alle waarschijnlijk de bouwer van kasteel Moersbergen geweest. Vanaf de 16e eeuw werd het kasteel een aantal keren verbouwd. De Utrechtse architect Samuel Adrianus van Lunteren heeft het kasteel naar de toenmalige stijl verbouwd. De gekantelde muur met middenpoort werd afgebroken. De vensters werden hierbij ook veranderd en dakkapellen werden toegevoegd.
Rond 1860 werden er ingrijpende verbouwingen uitgevoerd door de toenmalige eigenaar, Baron Vincent Matthias d'Ablaing van Giessenburg. Dit keer in de toen populaire neo-gotische stijl. De buitenmuren van het kasteel werden bepleisterd. Tussen de duiventoren en het hoofdgebouw werd een verbindingsmuur met poort, getooid met decoratieve kantelen, gebouwd. 
In 1927 besloot eigenaar mr. Jan Anton Willem Luden om het kasteel ingrijpend te laten restaureren. Het uiterlijk van Moersbergen moest worden teruggebracht naar de stijl die het in de 18e eeuw had: de Hollandse renaissance. Door de heer H.J. Meierink uit Doorn werd een opmeting van het kasteel uitgevoerd en vervolgens maakte architect J.W.H. Berden een restauratie-ontwerp. Architect Berden tekende ook voor de restauratie van het Muiderslot. Kasteel Moersbergen werd weer voorzien van kruisvensters en de klokkentoren werd verlaagd. Aan de oostzijde van het kasteel werd een uitbouw afgebroken en tevens werd de pleisterlaag van de gevels verwijderd.

## Bewoners
- 1435 - 1457 Steven van Sleen
- Lysbeth Stevensdr. van Sleen, getrouwd met Dirck de Wael
- 1457 - 1493 Bertolmeus de Wael
- 1492 - 1550 Dirck II de Wael
- 1550 - 1592 Bartholomeus de Wael
- 1592 - 1636 Adolph de Wael
- 1636 - 1644 Catharina de Wael, getrouwd met Johan van Oostrum
- 1645 - 1656 Johan van Oostrum
- 1656 - 1689 Johan Gerhard van Oostrum, getrouwd met Anna Margaretha van Nassau-Wychen vrouwe van Wychen, Vaesthartelt en Grimhuizen (?-12 maart 1676), een kleindochter van Justinus van Nassau
- 1698 - 1707 Catharina Maria van Oostrum, getrouwd met een baron van Aeck
- 1707 - 1720 Cornelis de Boodt
- 1720 - 1742 Cornelia Philippine de Boodt, gehuwd met Johan Daniel d'Ablaing
- 1742 - 1775 Johan Daniel d'Ablaing, vrijheer van Giessenburg
- 1775 - 1788 Jan Cornelis d'Ablaing, gehuwd met Juliana van Syberg-Vode
- 1788 - 1792 Juliana van Syberg-Vode
- 1792 - 1859 Johan Daniel Cornelis Carel Wilhelm baron d'Ablaing van Giessenburg
- 1859 - 1885 Vincent Matthias d'Ablaing van Giessenburg
- 1885 - 1897 Frank Emmanuël Rudolf Matthias d'Ablaing
- 1897 - 1911 Anna Catharina Luden
- 1911 - 1962 mr. Jan Anton Willem Luden (eigenaar)
- 1911 - 1921 Jhr. Pierre Herbert Bicker gehuwd met Elisabeth van Marwijk Kooy (huurder)
- 1921 - 1926 mr. dr. Alphert baron Schimmelpenninck van der Oye (bruikleen van eigenaar)
- 1945 - 1971 Philip Joseph van Alfen gehuwd met Ada Henriette Cornelie de Beaufort (huurder)
- 1972 - 1982 Okke Suurenbroek gehuwd met Carla Trouw
- 1983 - 1984 Leegstand
- 1984 - heden particuliere bewoning

Van 1911 tot 1962 was mr. Jan Anton Willem Luden eigenaar van kasteel Moersbergen. De heer Luden heeft zelf nooit op kasteel Moersbergen gewoond. In 1962 komt mr. Jan Anton Willem Luden te overlijden. Testamentair is Kasteel Moersbergen toen nagelaten aan de stichting Het Utrechts Landschap. Tevens heeft hij zijn ouderlijk huis, Villa Koningshof, gelegen op landgoed Koningshof te Overveen, geschonken aan Natuurmonumenten.

## Toegankelijkheid
Kasteel Moersbergen wordt particulier bewoond. Hierdoor is het niet te bezichtigen en zijn kasteel en directe omgeving niet toegankelijk. Het omliggende landgoed wel.
Tussen 2009 en begin 2018 was in het kasteel de digitale rechtbank e-Court gevestigd.
Tegenwoordig wordt het ook gebruikt door de Governance University.